# Ugrókapu
Az ugrókapu vagy csillagkapu a sci-fi műfaj kitalált szerkezete, egy olyan gépezet, ami lehetővé teszi a gyors csillagközi utazást a világűrben.

## Babylon 5
A Babylon 5 című tévésorozatban az ugrókapu egy olyan szerkezet mely képes kaput nyitni a normál űrből a hiperűrbe, melyben a csillagközi utazások csupán napokig tartanak. Az ugrókapuk jelzőfényként is szolgálnak a hiperűrben való navigációhoz. Az ugrókapu technológiát eredetileg a vorlon nevű földönkívüli faj fejlesztette ki. A sorozatban a nagyobb tömegű hajók képesek saját kaput nyitni a hiperűrbe, és nincs szükségük hozzá a külső ugrókapukra.

## Csillagkapu
A Csillagkapu című filmben és tévésorozatban a csillagkapu egy kör alakú szerkezet melyet az ősök nevű faj fejlesztett ki a csillagközi utazáshoz és ezekből egy egész hálózatot is létrehoztak. Maga a kapu egy kör alakú szerkezet melyhez egy tárcsázó berendezés tartozik, mellyel a kívánt hely szimbólumait kell kiválasztani. A csillagkapu féregjáratot hoz létre közte és egy másik kapu között. A kapuk eredetileg bolygók felszínén voltak telepítve, a Csillagkapu: Atlantisz című spin-off sorozatban már az űrben, a bolygók felett kihelyezett kapuk is megjelentek.

## Marvel Comics
A Marvel Comics képregényeiben, a kitalált Marvel-univerzumban a csillagkapukat a siár nevű földönkívüli faj fejlesztett ki. Egy nagyobb siár csillagkapu a Föld Naprendszerének peremén is található, de energiaigénye hatalmas, használata pedig veszélyes mivel destabilizálja a Napot (az írók ezt a tényt szükség esetén figyelmen kívül hagyják).

## Star Trek
A Star Trek című tévésorozatban több földönkívüli faj is kifejlesztett az ugrókapuhoz hasonló technológiát. A Star Trek: Az új nemzedék egyik epizódjában Picard kapitány egy rég kihalt faj városában felfedez egy „kaput”. A Star Trek: Voyager utolsó epizódjában a Voyager csillaghajó a borg szubtér átjáróját használja, hogy hazajusson.

## Transformers
A Transformers (képregény) univerzumban erre a célra az Űrhíd, a későbbiek során a Transzdimenzionális időkapu szolgált.

## Lásd még
- dimenziókapu
- időkapu